# Wootzensee
Der Wootzensee in Mecklenburg-Vorpommern liegt im Landkreis Mecklenburgische Seenplatte in Ostmecklenburg und ist ein glazialer Zungenbeckensee, somit in der Eiszeit entstanden. Er befindet sich nordöstlich von Feldberg im Naturpark Feldberger Seenlandschaft. Seine Länge beträgt rund 1,23 km, seine Breite bis zu 500 m. Das Ostufer beherbergt der Ort Fürstenhagen der Gemeinde Feldberger Seenlandschaft. Die Umgebung des Sees wird landwirtschaftlich genutzt, an manchen Stellen wird das Ufer von einem schmalen Waldstreifen gesäumt. Die Erhebungen um den See erreichen über 111 m ü. NHN. Sein Abfluss, die am Südende gelegene Floot, stellt eine Verbindung zum Zansen und zum Carwitzer See dar.
Der Name des Sees, erstmals 1518 schriftlich erwähnt („den Wutzen“), leitet sich vom altpolabischen Wort vosa für „Espe“ ab.